# Lyon : quai de l’Archevêché
 (juillet 2025).
Pour plus de détails, voir Fiche technique et Distribution.
Lyon : quai de l’Archevêché est un court métrage muet français réalisé par Louis Lumière en 1896.

## Description
Inondation sur le quai de l’Archevêché (aujourd'hui quai Romain Rolland) à Lyon. Des voitures à chevaux tentent de passer sur la route inondée, sous le regard attentif de la foule.

## Fiche technique
- Titre original : Lyon : quai de l’Archevêché
- Titre en polonais : Powódz (en français : Inondation)
- Réalisation : Louis Lumière
- Production : Société Lumière
- Lieu de tournage : Quai de l’Archevêché à Lyon (France)
- Pays d'origine : France
- Vue no  : 158
- Genre : Actualité
- Format : Court métrage — Muet — Noir et blanc - 1,30:1
- Durée : 46 s
- Dates de sortie :
  -  France :  8 novembre 1896 à Lyon sous le titre Les Inondations de la Saône : 1° Quai de l'Archevêché

## Sources
- Catalogue Lumière, « Lyon : quai de l’Archevêché » (consulté le 10 février 2024).